# Reydon (Oklahoma)
Reydon es un pueblo ubicado en el condado de Roger Mills en el estado estadounidense de Oklahoma. En el año 2010 tenía una población de 210 habitantes y una densidad poblacional de 190,91 personas por km².

## Geografía
Reydon se encuentra ubicado en las coordenadas 35°39′10″N 99°55′17″O / 35.65278, -99.92139 (35.652899, -99.921304).

## Demografía
Según la Oficina del Censo en 2000 los ingresos medios por hogar en la localidad eran de $25,750 y los ingresos medios por familia eran $30,000. Los hombres tenían unos ingresos medios de $19,583 frente a los $23,438 para las mujeres. La renta per cápita para la localidad era de $16,721. Alrededor del 11.2% de la población estaban por debajo del umbral de pobreza.